# Lonchaea nanella
Lonchaea nanella är en tvåvingeart som beskrevs av Mcalpine 1964. Lonchaea nanella ingår i släktet Lonchaea och familjen stjärtflugor.
Artens utbredningsområde är Québec. Inga underarter finns listade i Catalogue of Life.